# Национальный музей Республики Башкортостан
Национальный музей Республики Башкортостан — государственное бюджетное учреждение культуры и искусства. Является крупнейшим музеем Башкирии и одним из старейших музеев России. Основное здание находится в Уфе; имеется ряд филиалов.

## История
Музей основан 23 апреля 1864 года при Губернском Статистическом комитете Оренбургской губернии по инициативе нескольких членов комитета (К. А. Бух, Н. А. Гурвич, А. А. Пеккер, В. И. Власов) при активном участии губернатора Г. С. Аксакова. Изначально размещался в здании гауптваты, построенной в 1830-х годах.
С декабря 1989 года музей разместился в здании бывшего Крестьянского Поземельного банка.
Здание бывшего Крестьянского Поземельного банка (Уфимское губернское отделение) с (пристроем 1943—1945 гг.) и надворная хозяйственная постройка 1906—1908 гг. является памятником архитектуры.
В 2001—2003 годах в здании проводился капитальный ремонт.

## О музее
Национальный музей Республики Башкортостан является головным музеем, расположенным в городе Уфе. В его составе на правах филиалов функционирует 11 государственных музеев, из них — шесть расположены в городах и три в сельской местности.
В 35 выставочных залах представлены археология (эпоха бронзы и камня), история (XV—XXI века), этнография башкирского и других народов республики (удмуртов, мордвы, мари, украинцев, чувашей и других). Залы, посвящённые природе Башкирии, имитируют различные биологические среды: «Земноводные, пресмыкающиеся и рыбы», «Пещеры Башкортостана», «Эпоха камня», а небольшая экспозиция знакомит с одним из живых символов региона — бурзянской пчелой.
Фонды музея насчитывают 135 тысяч единиц хранения основного фонда, 51 тысяча единиц хранения научно-вспомогательного фонда.
Одним из достояний музея является нумизматическая коллекция, которая была серьёзно расширена и дополнена со времён основания музея. Сейчас она насчитывает более, чем 16 тысяч экземпляров. Жемчужинами являются монеты-«чешуйки», относящиеся ко времени правления Ивана III. Помимо них, музей располагает обширной коллекцией золотых и серебряных монет России. Предметом гордости считается сабля, выставленная в музее и принадлежавшая по легенде национальному герою Салавату Юлаеву (обнаружена в 1910—1911 годах в деревне Курмантау археологом С. Р. Минцловым).

## Филиалы музея
- Абзелиловский историко-краеведческий музей
- Дом-музей Ш. Худайбердина
- Дюртюлинский историко-краеведческий музей
- Мемориальный дом-музей С. Т. Аксакова
- Музей полярников им. В. И. Альбанова
- Музей Ахметзаки Валиди
- Музей Салавата Юлаева
- Музей семьи Аксаковых
- Темясовский историко-краеведческий музей
- Туймазинский историко-краеведческий музей
- Музей музыки им. Ф. И. Шаляпина

Экспозиции Национального музея Республики Башкортостан
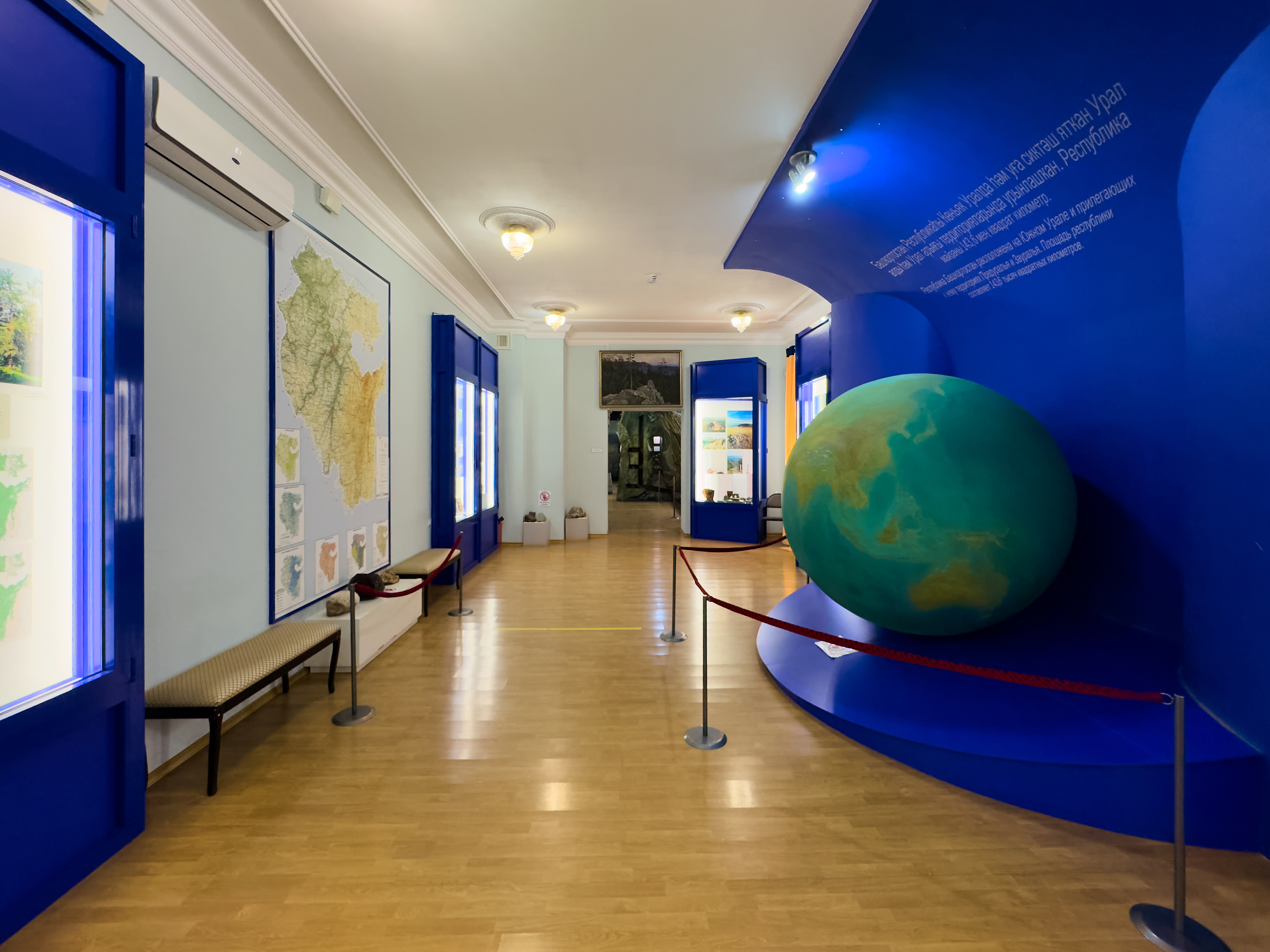
Отдел природы
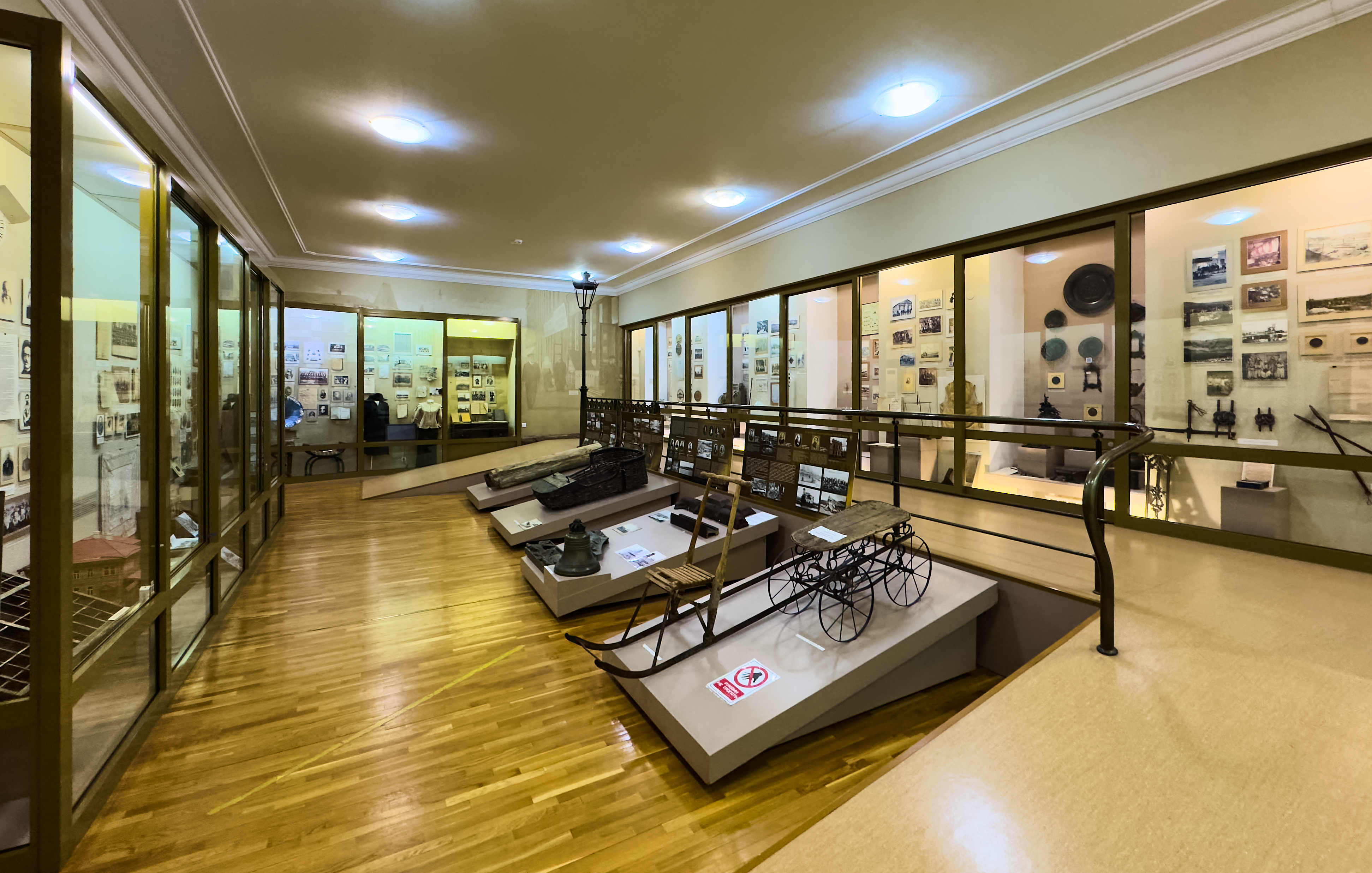
Отдел истории Башкортостана в дореволюционный период
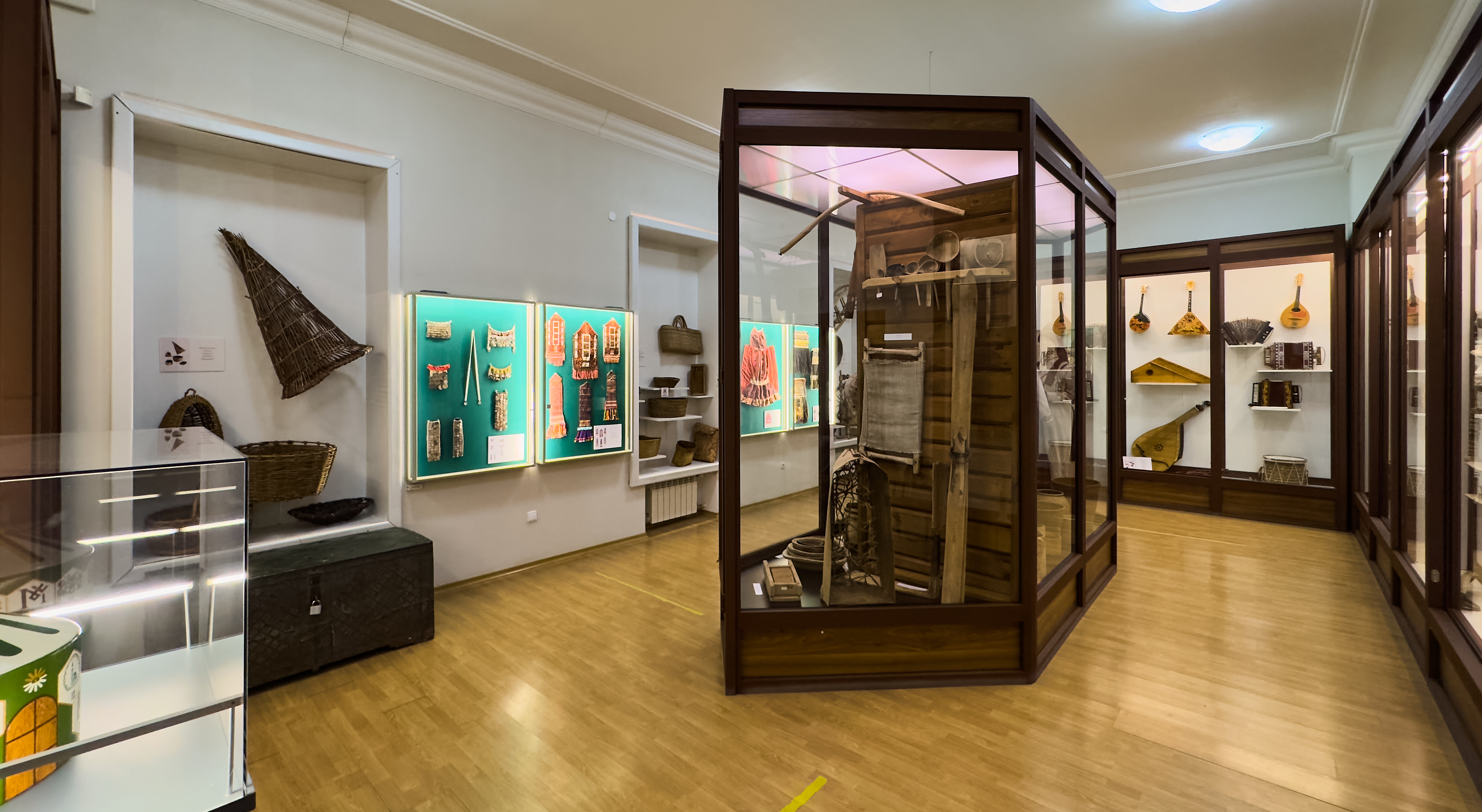
Отдел этнографии
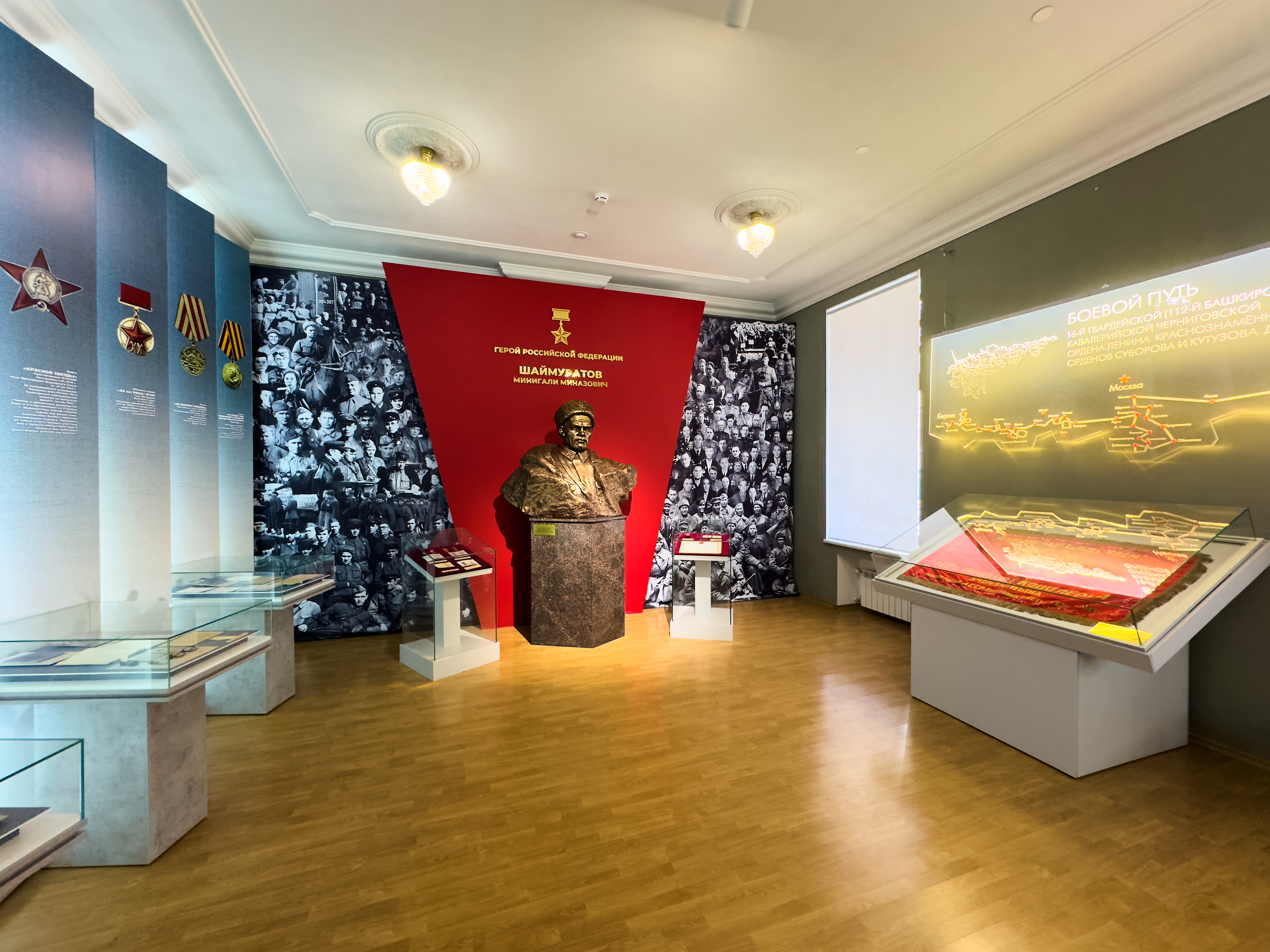
Зал памяти 112-й Башкирской кавалерийской дивизии
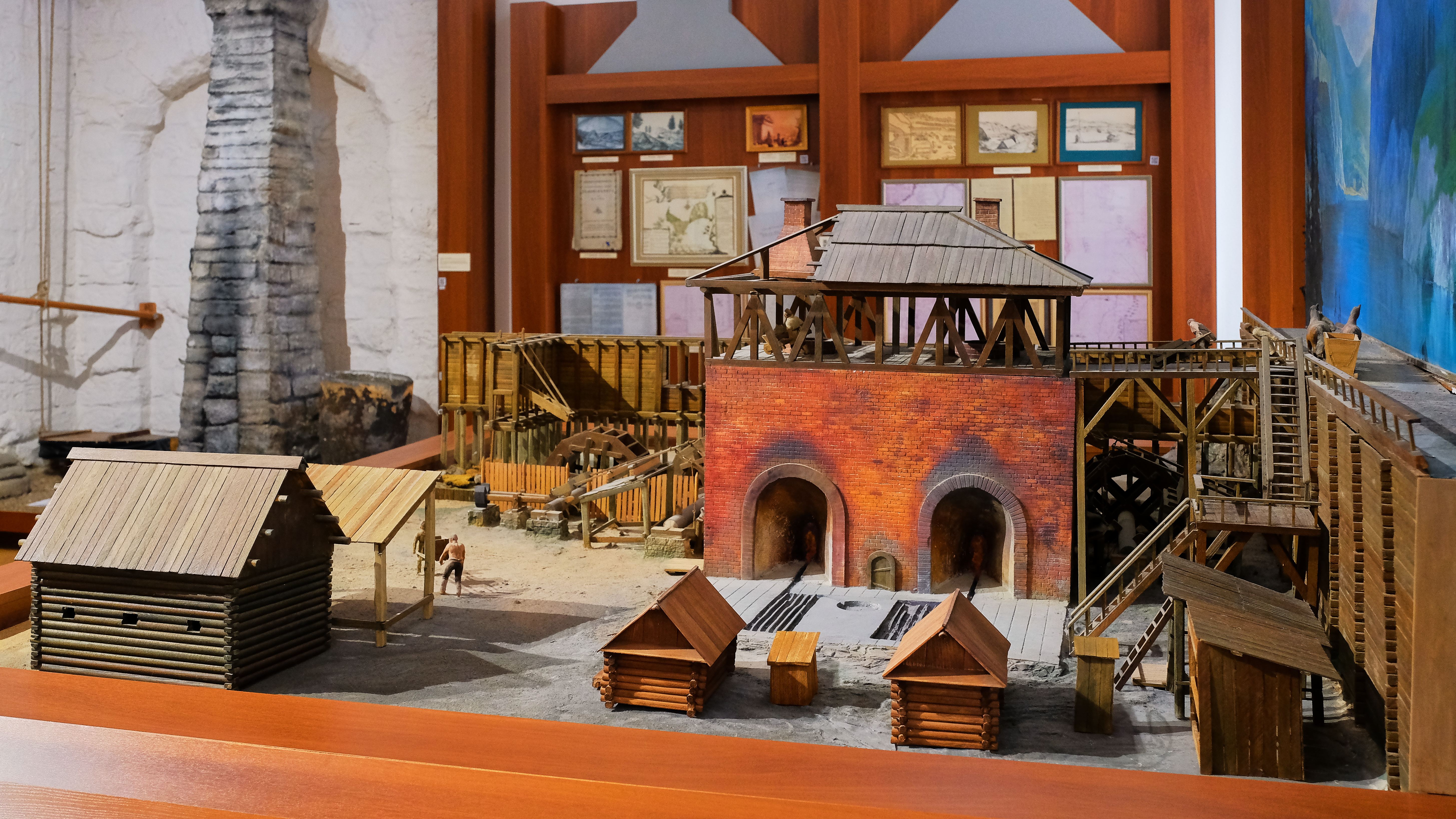
Макет вододействующего металлургического завода
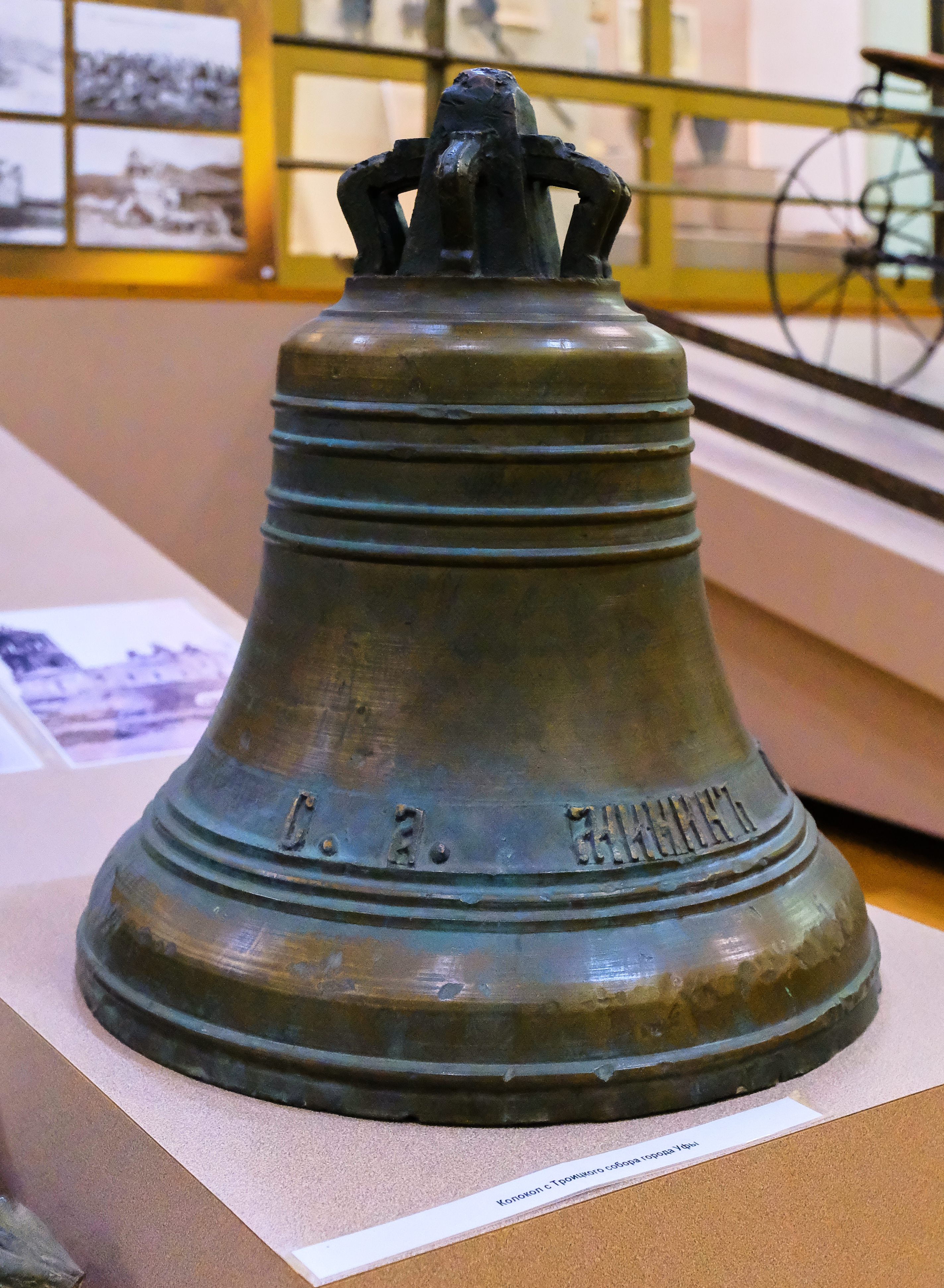
Колокол с разрушенного Троицкого собора
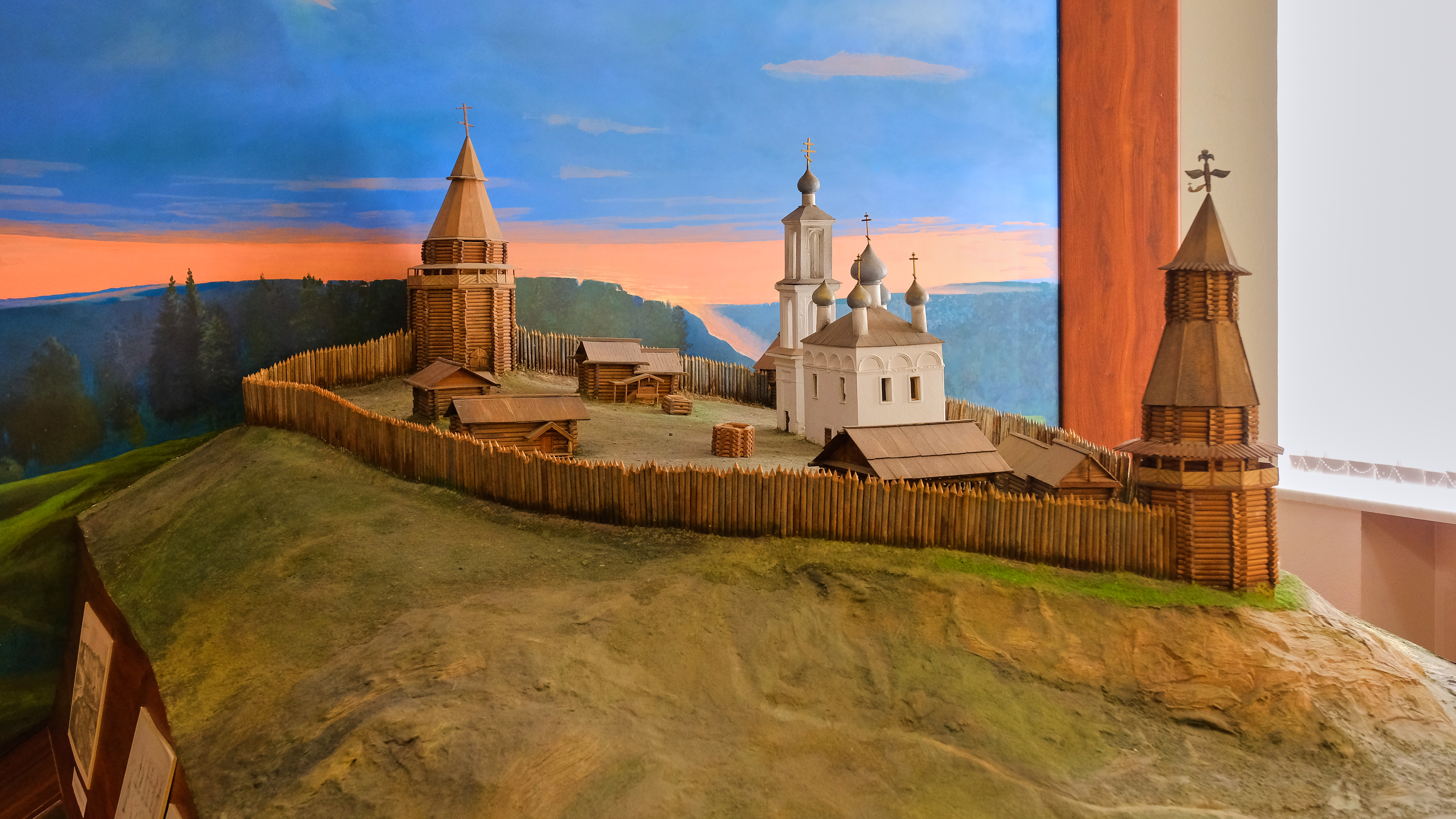
Макет Уфимского кремля